# RBS Gem 4/4 121
Der Gem 4/4 121 ist ein Gütertriebwagen des Regionalverkehrs Bern Solothurn (RBS). Mit einer Einsatzdauer von 104 Jahren gehört er zu den am längsten genutzten Schienenfahrzeugen der Schweiz. Wesentliche Bau- und Bestandteile des Fahrzeuges sind original vorhanden. Seit August 2020 steht er im Eigentum des Bahnhistorischen Vereins Solothurn-Bern.

## Bezeichnung
Beschafft wurde das Fahrzeug 1912 durch die Bern-Zollikofen-Bahn (BZB) als Gütertriebwagen Fe 4/4 12 zusammen mit einem baugleichen Schwesterfahrzeug Fe 4/4 11. Nach der Fusion der Bern-Zollikofen-Bahn mit der Elektrischen Schmalspurbahn Solothurn-Bern zur Solothurn-Zollikofen-Bern Bahn 1922 erhielten die Fahrzeuge die Nummern 31 und 32. Nach Einbau eines Deutz-Dieselgenerators 1960 wurde das Fahrzeug zuerst als Ge 4/4 32 bezeichnet und 1973 zum Gem 4/4 121 umnummeriert. Der Fe 4/4 31 wurde hingegen 1961 abgebrochen. 2002 wurde das Fahrzeug für die Besprühung der Fahrleitung mit Frostschutzmittel hergerichtet, was einen elektrischen Betrieb (vorübergehend) verhinderte. Auf eine Umzeichnung zum Gm 4/4 121 wurde aber verzichtet.

## Technik
Die Fahrzeuge wurden zur Betriebseröffnung der BZB zusammen mit weiteren Personentriebwagen und Anhängewagen in hellgrauer Lackierung beschafft. Sie wurden bei der Schweizerischen Industriegesellschaft Neuhausen am Rheinfall (SIG) bestellt. Die elektrische Ausrüstung stammte aber ebenso wie die stationären elektrischen Anlagen (Umformer, Fahrleitung) von der Maschinenfabrik Oerlikon. Bis 1960 erfolgten nur wenige Umbauten. Wie bei zahlreichen anderen Fahrzeugen wurde der Lyrabügel 1929 durch einen Pantographen ersetzt. 1940 wurde der hölzerne Wagenkasten mit Blech verkleidet und 1959 die Elektrik an die neue Netzspannung von 1250 Volt angepasst.

## Erstes schmalspuriges Zweikraftfahrzeug
Mit dem Einbau des Dieselgenerators 1960 erhielt die SZB ihre erste Zweikraftlokomotive. Zuvor verfügte die SZB für Einsätze ohne Strom aus der Fahrleitung lediglich über den kleinen dieselgetriebenen Bautraktor Tm 2/2 401. Damit konnte das Aufgabengebiet des Fahrzeuges wesentlich erweitert werden. Nebst dem Güterverkehr wurde das Fahrzeug seither auch intensiv im Baudienst genutzt.

## Einsatzbiographie
Der Güterverkehr war ein zentrales Motiv für den Bau der BZB. Aufgabe der beiden Triebwagen war es, Güterzüge zwischen dem Bahnhof Zollikofen und den zahlreichen, an der Strecke gelegenen Industriebetrieben zu führen. Diese Güterzüge bestanden aus normalspurigen Güterwagen, welche auf schmalspurige Rollschemel aufgebockt wurden. Ebenso wurden Güter von Zollikofen via eine Verbindungskurve in Worblaufen auf die Worblentalbahn befördert. Nach Einbau des Dieselgenerators wurde das Fahrzeug auch mehrfach an andere Bahnen vermietet. So stand der Gem 4/4 121 in den Jahren 1975 und 1976 bei der GFM im Einsatz, 1979 wurde das Fahrzeug an die MOB ausgeliehen. Ab 2002 wurde das Fahrzeug nur noch sporadisch eingesetzt und 2016 ausgemustert. Am 28. August 2020 verliess das Fahrzeug das Netz des RBS und wurde dem Bahnhistorischen Verein Solothurn-Bern übergeben. Dieser überführte es in seine Remise in Egolzwil.

## Galerie

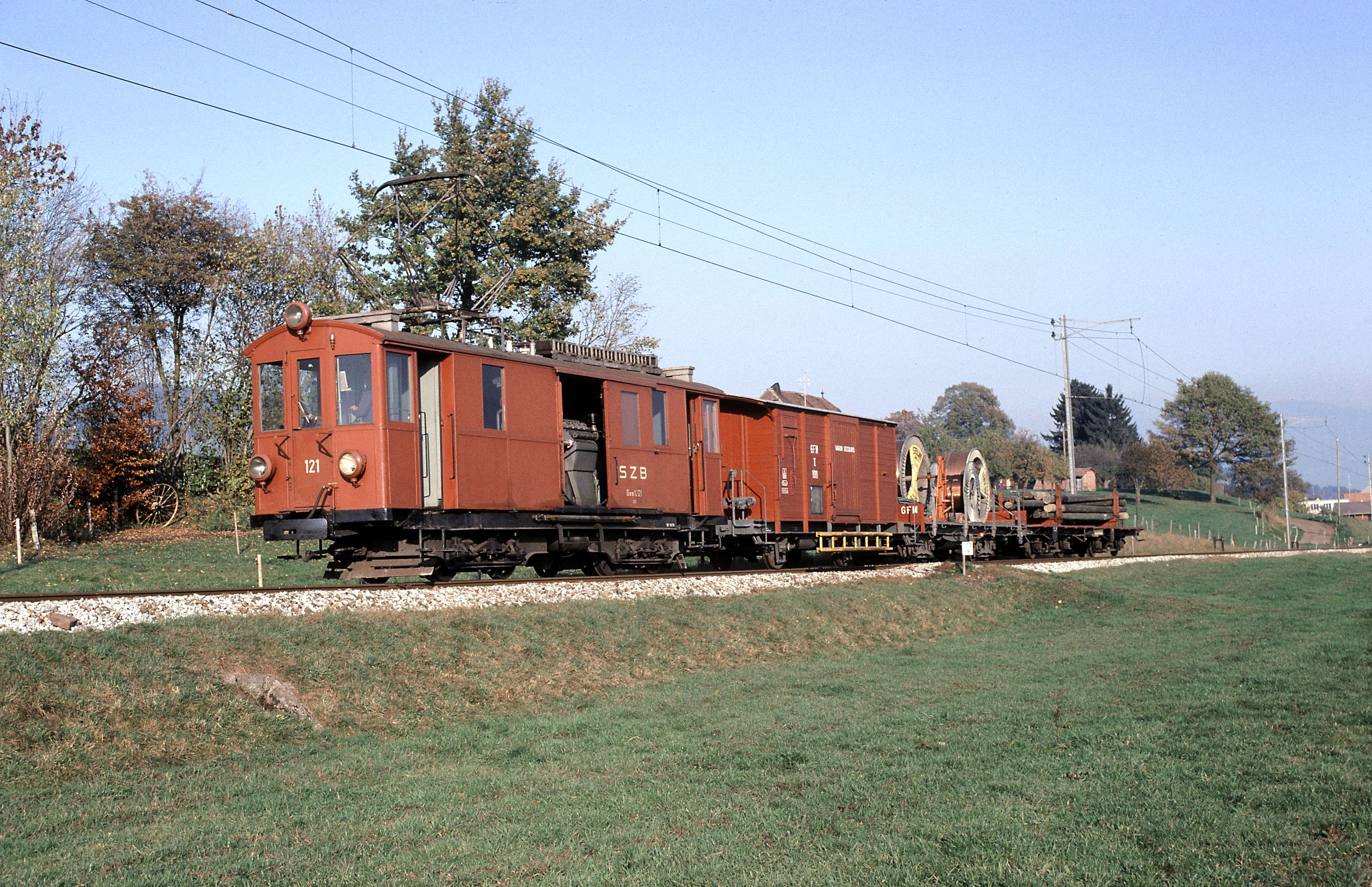
Der Gem 4/4 121 wurde 1979 an die GFM vermietet, hier führt er einen Bauzug bei Vaulruz Sud.
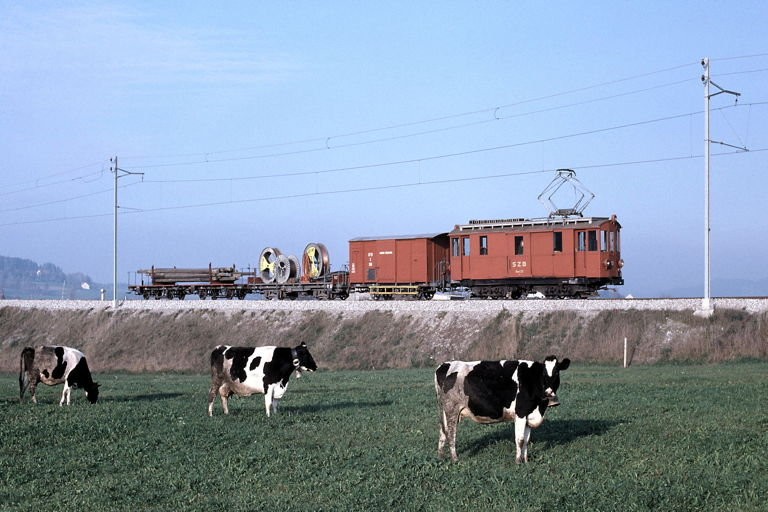
Der Gem 4/4 121 bei der GFM zwischen La Verrerie und Semsales.
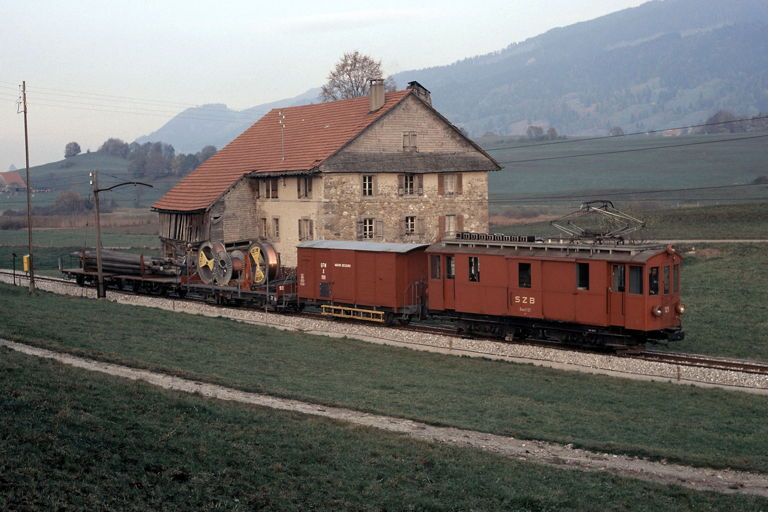
Der Gem 4/4 121 bei der GFM zwischen Prayoud und Châtel-Saint-Denis.
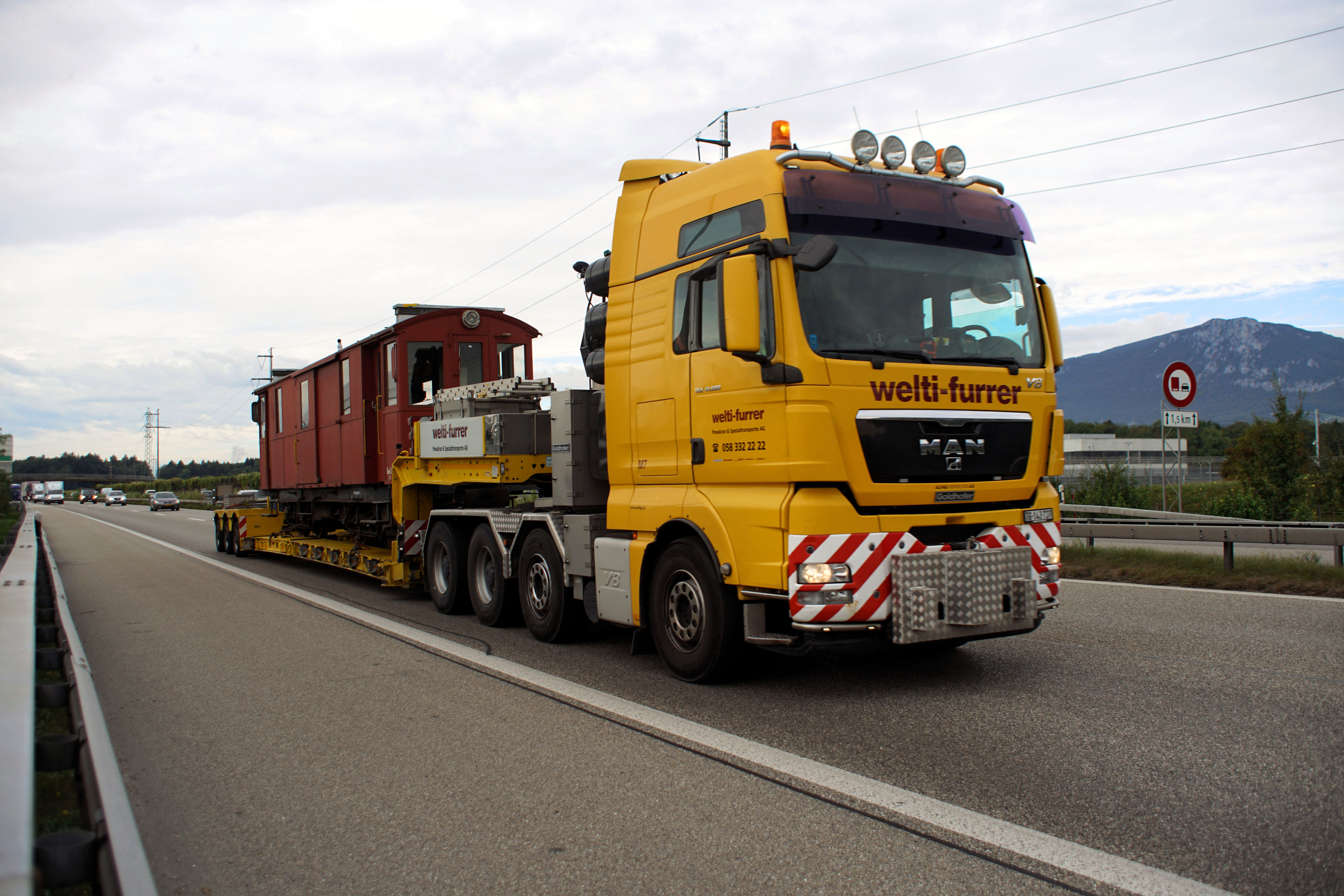
Überführung des Gem 4/4 121 am 28. August 2020 vom Depot Solothurn nach Egolzwil. Aufnahme auf der A1 bei der Raststätte Deitingen.